# Thomas Bælum
Thomas Bælum (Aalborg, 5 juni 1978) is een voormalig Deens profvoetballer.

## Carrière
Bælum begon zijn carrière in 1993 bij het Deense Aalborg BK, waar hij tot 2004 zou blijven. In het winterstop van het seizoen 2003/2004 maakte hij de overstap naar de Duitse Tweede Bundesliga-club MSV Duisburg. Opvallend genoeg scoorde hij in de twee en een half seizoenen dat hij hier onder contract stond drie keer, terwijl hij de voorgaande zeven en een half jaar bij Aalborg nog nooit het net had weten te vinden. De verdediger kwam aan het begin van zijn carrière meer dan twintig keer uit voor het Deense nationale elftal onder 21.
Voorafgaand aan het seizoen 2006/07 tekende Bælum voor twee jaar bij Willem II, met een optie voor nog eens twee jaar. De Deen presenteerde zich in zijn eerste jaar als een verdediger in dienst van het elftal, die het meer van zijn verdedigende taken moet hebben, dan van zijn opbouwende kwaliteiten. Desondanks is hij in zijn eerste seizoen bij Willem II een vaste waarde en speelt in 32 van de 34 wedstrijden mee. Daarin scoorde hij 1 doelpunt.
Zijn tweede seizoen begon Bælum niet altijd in de basis. De jonge Arjan Swinkels maakte een sterke ontwikkeling door en speelt regelmatig samen met Delano Hill aan zijn zijde. Mede door blessures en door zijn eigen sobere, maar vaak toch solide spel, is hij de rest van de eerste seizoenshelft niet meer weg te denken uit de basiself van Willem II. Dieptepunt echter, waren de eigen doelpunten, waarmee hij in de derby tegen aartsrivaal NAC Breda en de thuiswedstrijd tegen FC Groningen zijn eigen doelman Maikel Aerts verschalkte en in de uitwedstrijd tegen Sparta Rotterdam Kenneth Vermeer passeerde. In april 2008 werd bekend dat het bij twee seizoenen Willem II zou blijven voor Bælum. Om privéredenen wilde hij zijn aflopende contract niet verlengen.

## Erelijst
Aalborg BK
- Superligaen

1999